# Байківці (Ковельський район)
Ба́йківці (до 7 червня 1947 — Радошинська Вілька, Радошинська Вулька) — село в Україні, у Голобській селищній громаді Ковельського району Волинської області. Населення становить 320 осіб.

## Історія
Станом на 1885 рік у колишньому власницькому селі Радошинська Вулька Мельницької волості Ковельського повіту Волинської губернії мешкало 378 осіб, налічувалось 44 дворових господарства, існували православна церква, постоялий будинок і водяний млин.
За переписом 1897 року кількість мешканців зросла до 541 особи (268 чоловічої статі та 273 — жіночої), з яких 531 — православної віри.
У 1906 році село Вулька-Радошинська Голобської волості Ковельського повіту Волинської губернії. Відстань від повітового міста 24 верст, від волості 8. Дворів 76, мешканців 552.
До 10 липня 2017 року село підпорядковувалось до Радошинської сільської ради Ковельського району Волинської області.

## Населення
Згідно з переписом УРСР 1989 року чисельність наявного населення села становила 352 особи, з яких 156 чоловіків та 196 жінок.
За переписом населення України 2001 року в селі мешкала 321 особа.

### Мова
Розподіл населення за рідною мовою за даними перепису 2001 року:
| Мова       | Відсоток |
| ---------- | -------- |
| українська | 99,69 %  |
| російська  | 0,31 %   |